# Station Vierzon
Station Vierzon is een spoorwegstation in de Franse gemeente Vierzon.